# Jesús Lucendo
Jesús Julian Lucendo Heredia (* 19. April 1970 in Pedro Muñoz, Ciudad Real) ist ein ehemaliger andorranischer Fußballspieler spanischer Herkunft.

## Verein
Lucendo kam 1981 in die Jugend des FC Barcelona und absolvierte dort später sogar eine Partie für die Profimannschaft. Er stand beim Spiel gegen Real Valladolid am ersten Spieltag der Saison 1989/90 in der Startaufstellung und wurde bei der 0:2-Niederlage in der 56. Minute für Miquel Soler ausgewechselt. Da er dort keine Perspektiven sah, ging er weiter zu Real Linense. Nach einem Jahr wechselte er zum FC Andorra und später zum FC Cartagena. 1993 ging er zurück zum FC Andorra und spielte bis 2002 dort. Von dort ging er zum FC Santa Coloma, wo er 2008 seine Fußballkarriere beendete. 

## Nationalmannschaft
Für die andorranische Nationalmannschaft kam er zwischen 1996 und 2003 zu 29 Länderspieleinsätzen, wobei ihm drei Treffer gelangen.